# João N'Tyamba
João Baptista N'Tyamba (Zimbambi, 20 marzo 1968) è un maratoneta e mezzofondista angolano.

## Biografia
Ha rappresentato l'Angola a sei edizioni consecutive dei Giochi olimpici estivi: Seul 1988, Barcellona 1992, Atlanta 1996, Sydney 2000, Atene 2004 e Pechino 2008. È stato alfiere del suo paese nelle edizioni del 1998 e del 2008.

## Palmarès
| Anno | Manifestazione             | Sede        | Evento        | Risultato  | Prestazione | Note |
| ---- | -------------------------- | ----------- | ------------- | ---------- | ----------- | ---- |
| 1988 | Giochi olimpici            | Seul        | 800 m piani   | Batteria   | 1'53"23     |      |
| 1991 | Mondiali                   | Tokyo       | 800 m piani   | Batteria   | dq          |      |
| 1991 | Mondiali                   | Tokyo       | 1500 m piani  | Semifinale | 3'44"64     |      |
| 1992 | Giochi olimpici            | Barcellona  | 800 m piani   | Batteria   | 1'48"54     |      |
| 1992 | Giochi olimpici            | Barcellona  | 1500 m piani  | Batteria   | 3'39"54     |      |
| 1995 | Mondiali indoor            | Barcellona  | 1500 m piani  | Batteria   | dns         |      |
| 1995 | Mondiali indoor            | Barcellona  | 3000 m piani  | Batteria   | 8'03"93     |      |
| 1996 | Campionati ibero-americani | Medellín    | 1500 m piani  | 5º         | 3'45"41     |      |
| 1996 | Giochi olimpici            | Atlanta     | 1500 m piani  | Batteria   | 3'46"41     |      |
| 1997 | Mondiali                   | Atene       | 10000 m piani | Batteria   | 29'38"92    |      |
| 1999 | Mondiali                   | Siviglia    | 10000 m piani | 13º        | 28'31"09    |      |
| 2000 | Giochi olimpici            | Sydney      | Maratona      | 17º        | 2h16'43"    |      |
| 2001 | Mondiali                   | Edmonton    | 10000 m piani | 20º        | 28'38"31    |      |
| 2003 | Mondiali                   | Saint-Denis | Maratona      | dnf        | dnf         |      |
| 2003 | Giochi panafricani         | Abuja       | Maratona      | 8º         | 2h33'19"    |      |
| 2004 | Giochi olimpici            | Atene       | Maratona      | 53º        | 2h23'26"    |      |
| 2008 | Giochi olimpici            | Pechino     | Maratona      | dnf        | dnf         |      |

## Altre competizioni internazionali
2001
- 10º alla Maratona di Berlino ( Berlino) - 2h11'40"
- 13º alla Maratona di Boston ( Boston) - 2h16'00"
- Oro alla Rio de Janeiro International Half Marathon ( Rio de Janeiro) - 1h03'31"

2003
- Argento alla Maratona di Vienna ( Vienna) - 2h15'10"

2004
- 9º alla Maratona di Los Angeles ( Los Angeles) - 2h18'12"

2007
- 10º alla Maratona di Seul ( Seul) - 2h16'38"

2008
- Oro alla Panama City Half Marathon ( Panama) - 1h05'12"